# Magdalene College

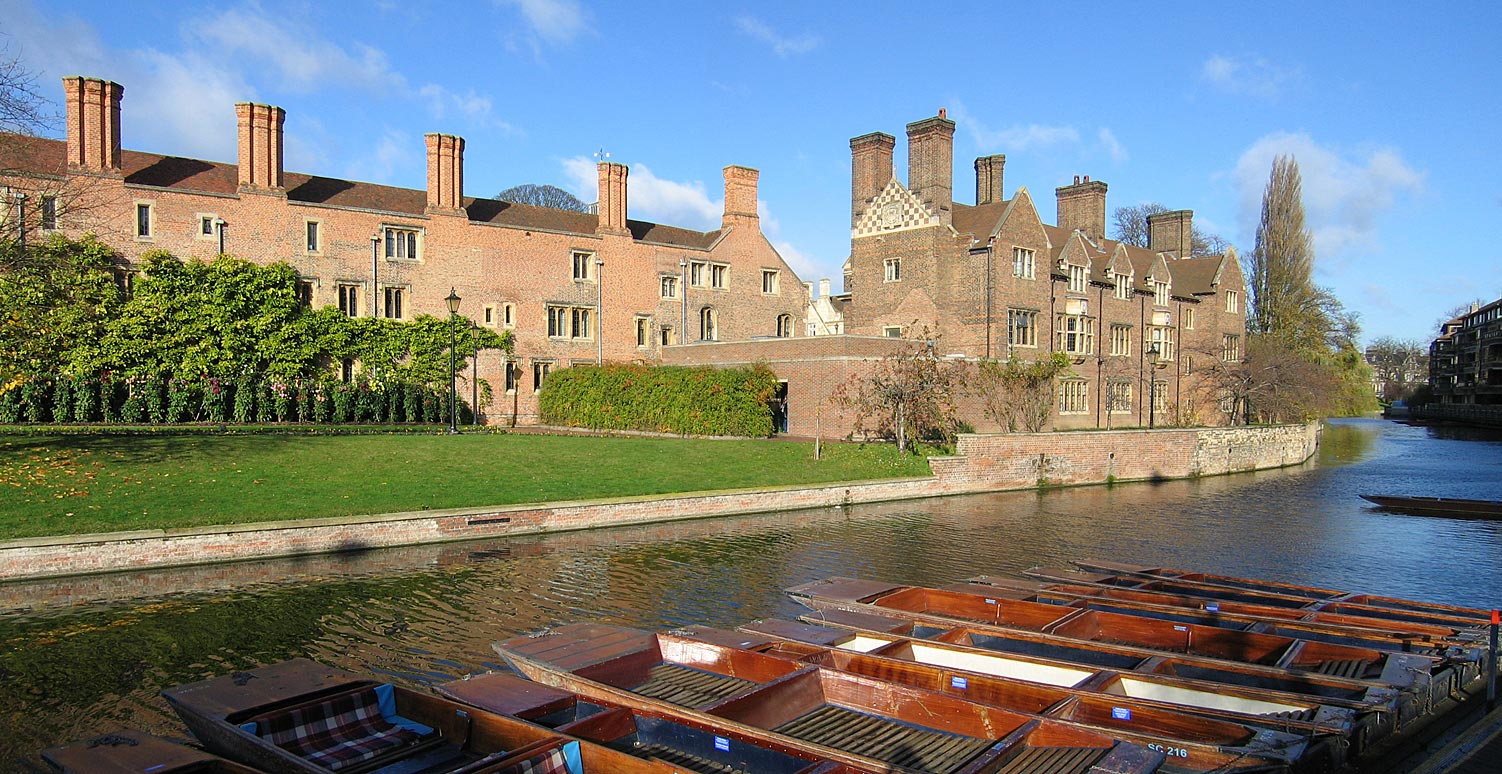
Vue de Magdalene College.

Magdalene College est un des 31 collèges de l'université de Cambridge au Royaume-Uni. Fondé en 1428 par le roi Henry VI, Magdalene se prononce "Maudlyn" en raison de l'influence des Tudor et de Sir Thomas Audley[pas clair]. Magdalene est réputé pour ses résultats académiques au sein de l'université  ainsi que pour son bal de fin d'année.
Le collège est jumelé avec le Magdalen College d'Oxford.

## Personnalités
- Arthur Christopher Benson
- T. S. Eliot
- Alfred Newton
- Thomas Hardy
- George Mallory
- Rudyard Kipling
- Charles Kingsley
- Nelson Mandela
- Francis Ogilvy
- Samuel Pepys
- Mike Newell
- Henry Dunster (1er Président de l'Université Harvard)
- Patrick Blackett (Prix Nobel de physique)
- William Empson, poète et critique littéraire